# Осада Витебска (1654)
Осада Витебска — осада русскими войсками города Витебска в годы русско-польской войны 1654-67 годов (кампания 1654 года). Осада завершилась взятием города.

## Предыстория осады
Наряду с Полоцком, Витебск был важнейшей крепостью северо-востока Великого княжества Литовского и крупным политическим и экономическим центром. Взятие города было поручено армии В. П. Шереметева, созданной на основе Новгородского разрядного полка. В мае 1654 года армия выступила из Великих Лук, встречая незначительное сопротивление, так как основные литовские силы были сосредоточены на центральном направлении в районе Смоленска. Первый удар был направлен на Полоцк, который был взят в первый же день осады 17 (27) июня 1654 года. Это позволило быстро двинуть на Витебск пехоту, в то время как конница отправилась в рейды по северо-восточной Беларуси.

## Состояние крепости накануне осады
Витебск представлял собой крупный город с мощными укреплениями, включавших три замка:
- Верхний замок — деревянный с 7 башнями (2 из них с воротами) и небольшим фортом, построенный на каменном основании прежней крепости. Был сильно поврежден в ходе пожаров 1614 и 1626 годов и к началу осады находился в плохом состоянии
- Нижний замок — каменный замок с 14 деревянными башнями, прикрывающими посад, 922 м по периметру стен
- Взгорный замок — деревянный замок с 11 башнями, 1800 м по периметру стен[3].

Тем не менее укрепления к середине XVII века уже были устаревшими, особенно сказывалось отсутствие бастионов и слабость артиллерии, значительная часть которой была вывезена в Смоленск ещё в период Смоленской войны. Решения сейма о восстановлении укреплений последовало лишь в 1654 году, и работы не успели начаться. Серьёзным просчетом литовского командования было нежелание ослаблять главную армию посылкой в гарнизоны наёмных войск. В итоге в гарнизон Витебска к началу осады входила только одна драгунская рота К. Мажейки (Hrehory Krzysztof Mozeyka — около 100 чел.). Остальной гарнизон состоял из 800 вооруженных мещан и 42 пушкарей. Гарнизон испытывал недостаток пороха и боеприпасов.

## Силы русской армии
Списочная численность армии В. П. Шереметева составляла до 15000 чел, однако реальная численность была ниже (примерно 13000 чел.). Это создавало решающее превосходство над литовскими силами в районе Полоцка и Витебска, обрекая их на пассивность. В осаде Витебска принимала участие пехота, состоящая в основном из заонежских и сомерских солдат. Часть пехоты во главе со вторым воеводой С. Л. Стрешневым была направлена на захват соседних замков (Озерище, Усвят, Себеж). В начале осады у Шереметева было 3447 чел. пехоты. Рядом с городом располагались конные подразделения, которые использовались для защиты осадных работ и установления контроля над окрестностями. В сентябре на помощь русским войскам прибыл отряд запорожских казаков под командованием В. Золотаренко (1000 чел.), однако 23 сентября (2 октября) он был переброшен под Старый Быхов. Вместо него прибыло подкрепление из-под Смоленска (2 солдатских полка).

## Ход осады
Русская армия подошла к городу 14 (24) августа 1654 года. Передовые отряды были встречены ещё перед крепостью, но быстро отогнали литовцев в крепость. Сразу после сосредоточения войск, 18 (28) августа Шереметев отдал приказ о штурме, который завершился неудачей. Не желая рисковать войсками, под впечатлением больших потерь, понесенных при штурме Смоленска в начале сентября, царь Алексей Михайлович запретил проводить штурм: «над Витепском промышлять зговором и подкопом и зажогом и приступать не велено, чтоб твоим государевым ратным людем изрону не было; и по твоему государеву указу, мы, холопы твои, о зговоре к витепским сидельцом посылали многожды, чтоб тебе, государю, добили челом и город здали и витепские, государь, сидельцы про здачу города нам, холопем твоим, отказали, а приступать бес твоево государева указу не смеим».
Жители города совершали частые вылазки, а сил осаждающих было явно недостаточно. Шереметев постоянно просил подкрепления, артиллерию и специалистов-инженеров. Дождливая погода препятствовала поджогу городских стен. 24 сентября (3 октября) гарнизон предпринял сильную вылазку, которая была успешно отбита.
Затягивание осады создавало угрозу деблокирования крепости, тем более что командующий литовскими войсками великий гетман литовский Януш Радзивилл планировал послать городу сильное подкрепление. Лишь внутренний конфликт между великим гетманом и королём Яном Казимиром не позволил отправить подкрепление уже в сентябре. 29 октября (8 ноября) воевода получил разрешение предпринять любые действия, а в случае неудачи — отступить: «велено вам над Витепским промышлять всякими обычаи, и будет в Витепску мужики засидятся… и города Витепска не здадут, а вам… дойдет время от Витепска отступить».
17 (27) ноября был предпринят решительный штурм, который завершился успехом: «государевым счастьем два острога взяле и высекли государевым же счастьем другие два города государю добили челом». Успеху способствовала измена части жителей, которые оставили стены Взгорного замка без защиты. Укрывшиеся в верхнем замке остатки гарнизона через несколько дней 22 ноября (2 декабря) сдались на условиях почетной капитуляции. Через неделю 29 ноября (9 декабря) запоздало подошел польско-литовский отряд под командованием С. Коморовского, который вернуть крепость не смог. Это не помешало Янушу Радзивиллу заявить о большой победе и даже пленении 5000 (!) стрельцов. По условиям капитуляции жителям, желавшим выехать в Литву, даровалось право на это, однако царь, разгневанный долгим сопротивлением, приказал лишить их имущества и выслать в Россию. Тем не менее в январе в городе проживало в 8 сотнях 1336 мужчин-мещан и 144 чел. присяжной шляхты под командой ротмистра Ф. Сивицкого.

## Действия полевых войск
В сентябре отряды из-под Витебска дважды совершали рейды в Виленский уезд. 22 сентября (1 октября) отряд под командованием М.Шереметева (7 дворянских сотен и 500 казаков) отбил нападение литовского отряда Корфа на Дисну. Во время осады полк С. Л. Стрешнева взял Озерище, Усвят и Себеж.

## Значение взятия города
Захват Витебска закрепил успехи русской армии в кампании 1654 года на северо-западном направлении. Литовцы лишились важного плацдарма для ведения контрнаступления. Контроль над городом прикрывал северный фланг центральной группировки под Смоленском, обеспечивал коммуникации русских войск по Западной Двине.
Литовские войска дважды предпринимали попытки вернуть город: во время контрнаступления 1655 года и в конце войны (1664 год). Тем не менее русским войскам удалось удержать город до конца войны. По условиям Андрусовского перемирия 1667 г. город был возвращен Речи Посполитой. В ходе войны укрепления города были восстановлены и обновлены, превратив Витебск в одну из самых мощных крепостей страны.